# Isabel Braak
Isabel Braak (* 1988 in Leer, Ostfriesland) ist eine deutsche Filmregisseurin.

## Leben
Isabel Braak war zunächst als Regieassistentin tätig und studierte dann Regie an der Filmakademie Baden-Württemberg in Ludwigsburg. 2016 hatte sie ihr Langfilm-Regiedebüt Plötzlich Türke Premiere auf dem Filmfest Hamburg. 2019 hatte sie die Regie bei der ARD-Miniserie Bonusfamilie sowie beim Fernsehfilm Die Bestatterin – Der Tod zahlt alle Schulden. 2021 folgte ihr erster Tatort für den MDR.

## Filmografie (Auswahl)
- 2013: Couchmovie (Kurzfilm)
- 2013: Unter Brüdern (Kurzfilm)
- 2016: Plötzlich Türke
- 2016–2017: Der Wedding kommt (Fernsehserie, 6 Folgen)
- 2018: Magda macht das schon! (Fernsehserie, 4 Folgen)
- 2018: SOKO Potsdam (Fernsehserie, 3 Folgen)
- 2019: Bonusfamilie (Miniserie, 6 Folgen)
- 2019: Die Bestatterin – Der Tod zahlt alle Schulden
- 2021: Tatort: Rettung so nah
- 2022: Tatort: Marlon
- 2023: Eine Billion Dollar (Fernsehserie)